# Xylose
Xylose (houtsuiker) is een aldopentose, een suiker met vijf koolstofatomen en een aldehydegroep als functionele groep, dat onder andere bij de hydrolyse van houtstof met verdunde zuren wordt gevormd. Uit xylose wordt de zoetstof xylitol gefabriceerd.
Xylose wordt in het menselijk lichaam niet afgebroken en onveranderd weer uitgescheiden. In de geneeskunde wordt xylose daarom bij maagonderzoek en de voortgang van de resorptie in de darm gebruikt.

## Stereochemie
De naam xylose omvat twee enantiomeren: D-xylose en L-xylose, die elkaars spiegelbeeld zijn. Door de plaats van de hydroxylgroep aan C4 (de twee onderste koolstofatomen) wordt bepaald of het een D- of een L-enantiomeer is. In de Fischerprojectie wijst deze bij D-xylose naar rechts (latijn: dexter, vandaar de D), bij L-xylose naar links (latijn: laevus, L).
Net zoals andere langketige suikers kan xylose ook intramoleculair een cyclische halfacetaal vormen met vijf of zes atomen in de ring. Op basis van de daardoor nieuw gevormde chirale centra hebben de ringvormen van D- en L-xylose vier isomeren.
| D-Xylose – Schrijfwijzen | D-Xylose – Schrijfwijzen | D-Xylose – Schrijfwijzen |
| Wigvormige formule       | Haworthprojectie         | Haworthprojectie         |
| ------------------------ | ------------------------ | ------------------------ |
|                          | α-D-xylofuranose         | β-D-xylofuranose         |
| α-D-xylopyranose         | β-D-xylopyranose         |                          |

De achtervoegsels -pyranose en -furanose beschrijven de gelijkenis met de heterocyclische ringen pyraan en furaan.
Het CAS-nummer voor het ketting, racemische xylose is 25990-60-7. Ieder ringvorm en stereoisomeer heeft een eigen CAS-Nummer:
|          | open- ketting | Furanose   | Furanose   | Pyranose  | Pyranose  |
| α        | open- ketting | β          | α          | β         |           |
| -------- | ------------- | ---------- | ---------- | --------- | --------- |
| D-xylose | 58-86-6       | 14795-83-6 | 37110-85-3 | 6763-34-4 | 2460-44-8 |
| L-xylose | 609-06-3      | 41546-30-9 | 41546-29-6 | 7296-58-4 | 7322-30-7 |